# Seigy
Seigy település Franciaországban, Loir-et-Cher megyében. Lakosainak száma 982 fő (2022. január 1.). Seigy Châteauvieux, Couffy, Noyers-sur-Cher és Saint-Aignan községekkel határos.

## Népesség
A település népessége az elmúlt években az alábbi módon változott:
| Lakosok száma | 755  | 1055 | 1036 | 1105 | 1104 | 1112 | 1055 | 1017 | 1002 | 982  |
|               | 1968 | 1982 | 1990 | 2006 | 2013 | 2015 | 2017 | 2019 | 2020 | 2022 |